# Paul Strand
Pour les articles homonymes, voir Strand.

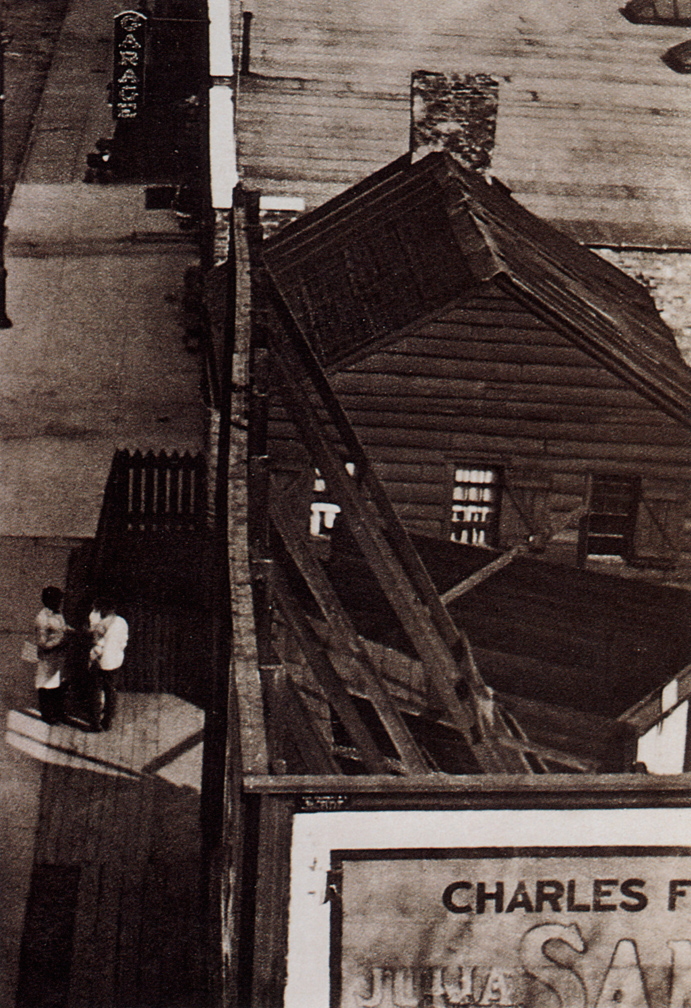
Photographie New York de Paul Strand.

Paul Strand, né le 16 octobre 1890 à New York aux États-Unis, et mort le 31 mars 1976 à Orgeval en France, est un photographe et cinéaste américain.

## Biographie
Paul Strand est né à New York le 16 octobre 1890 dans une famille originaire de Bohême. Ses grands-parents sont arrivés de Bohême vers 1840. Son père, Jacob Stransky, a changé son nom en Strand peu de temps avant la naissance de Paul, son fils unique. Il tenait une quincaillerie.

### Enfance et débuts
Paul Strand a reçu son premier appareil photo, un Brownie, à l’âge de 12 ans mais il ne s’y intéresse guère, plus préoccupé par sa bicyclette ou par les jeux de rue avec les gamins du quartier. Deux ans plus tard, en 1904, ses parents font le sacrifice financier important de l’inscrire dans une école privée, l’Ethical Culture Fieldston School (en), pour le soustraire à l’influence, qu’ils redoutent, des jeunes de l’école publique du quartier, le Upper West Side de Manhattan. Un de ses professeurs de sciences est Lewis Hine, qui donne un cours de photographie en option libre et encourage ses étudiants à utiliser la photographie comme outil éducatif. Hine poursuit le projet à cette époque de photographier les immigrants qui débarquent à Ellis Island puis de suivre leur difficile intégration à la société américaine dans les quartiers de taudis dans lesquels la plupart se retrouvent. Lewis Hine l’emmène à la Photo-Secession Gallery et lui fait découvrir l’œuvre de Alfred Stieglitz, David Octavius Hill, Julia Margaret Cameron, Gertrude Käsebier et Clarence White. C’est à ce moment, alors âgé de 17 ans, qu’il décide de ce qu’il fera dans la vie : il sera artiste en photographie. Lewis Hine lui enseigna non seulement les rudiments de l’art photographique, mais également les principes de la réflexion morale et de la pensée humaniste qui étaient en vigueur à l’Ethical Culture School.
Il passe dès lors la majeure partie de son temps libre à faire des photos avec la chambre 8x10" (20 × 25 cm) que lui prête son oncle de façon presque permanente et il est membre du Camera Club de New York. La cotisation annuelle de 50 $ lui donne accès à une chambre noire et un studio de prise de vue pour le portrait, avantages considérables qui lui en font supporter « l’atmosphère stupide et en plein amateurisme. » Sa mère pense que photographe n’est pas une profession convenable pour quelqu’un qui veut réussir dans la vie, mais son père semble le comprendre dès le départ. « Mon père n’était pas un intellectuel, dira Strand, mais il a été immédiatement intéressé par ce qu’il a vu lorsque je l’ai emmené à la Photo-Secession Gallery, et il a développé une sensibilité extraordinaire pour les images. Il sentait que l’art était important. »

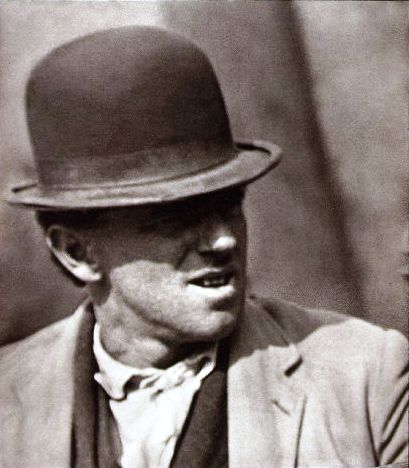
Homme portant un chapeau melon brun, 1916

Il n’est pas intéressé par des études supérieures, que par ailleurs sa famille aurait de grandes difficultés à financer, et il travaille comme employé de bureau dans l’entreprise familiale jusqu’à ce qu’elle soit rachetée par une autre compagnie. Bravant l’inquiétude et les fortes réticences de sa famille, il rassemble ses économies, environ 400 dollars, et part pour un voyage de six semaines en Europe, débutant à Naples et passant par Rome, Venise, Lucerne et Paris pour visiter les principaux musées et monuments et parcourant de longues distances à pied. À son retour il trouve un emploi, qu’il détestera, dans une compagnie d’assurances, qu’il quittera à fin de l’année 1911 pour s’installer comme photographe professionnel.
Il commence par une carrière de portraitiste avec un certain succès et parcourt également la région en prenant des photos des collèges et des maisons de fraternités estudiantines qu’il vend aux étudiants. Ses revenus sont à peu près équivalents à ses dépenses, mais ce travail lui permet de visiter le pays et, dans les prises de vues qu’il fait pour son compte, de développer son style et d’affiner son regard. Depuis ses débuts avec Lewis Hine, il expérimente et cherche sa voie, influencé par les courants dominants du moment. Tous les deux ans à peu près, il rend visite à Stieglitz dans sa galerie et lui soumet ses photographies. Les critiques et encouragements du maître, ainsi que la découverte de l’art moderne qu’il y approfondit enrichiront sa réflexion et lui permettront de progresser dans sa recherche esthétique.

### Carrière américaine
C’est en 1915 qu’il estime être devenu réellement un photographe. Il avait travaillé sérieusement durant huit ans, et soudain il a ressenti qu’il avait franchi un nouveau pas et eût plus de confiance en la qualité de ses photos. Il en rassemble donc une sélection qu’il va soumettre à Stieglitz. Ce dernier est impressionné, il appelle Edward Steichen qui se trouvait au fond de la galerie, et déclare à Strand qu’il peut dorénavant considérer le 291 comme sa maison. Pour le jeune Paul Strand, c’était comme se voir offrir le monde sur un plateau. En mars 1916, il expose pour la première fois chez Stieglitz et plusieurs de ses photos sont publiées au cours de l’année dans Camera Work. La revue paraîtra pour la dernière fois en 1917, pour des raisons financières, avec un numéro qui lui sera entièrement consacré. Dans son introduction, Stieglitz déclare que les photos de Strand sont dépourvues de tout artifice, de toute tentative de mystifier un public ignorant et les photographes eux-mêmes. « Ces photos, dit-il, sont l’expression directe du temps présent. » À 25 ans, Strand rejoint le groupe prestigieux des artistes du cercle de Stieglitz, Edward Steichen, Frank Eugene et Alvin Langdon Coburn, pour ne citer que les photographes. Stieglitz ne faisait aucune différence entre les différentes formes d’art et nombre de peintres le soutenaient dans ses efforts pour faire reconnaître la photographie comme art à part entière.
Strand tirait ses photos sur un papier au platine qu’il importait directement d’Angleterre. D’un prix très élevé, ce papier lui offrait une échelle de valeurs la plus étendue qui soit, du noir le plus profond au blanc pur, et il l’améliora encore par des expérimentations pour enrichir et approfondir la richesse des tons obtenus, ajoutant au papier déjà préparé une nouvelle couche d’émulsion au platine qu’il fabriquait lui-même, puis, après l’impression, il effectuait encore un virage à l’or pour intensifier la richesse des noirs. Tout cela rendait chaque tirage très onéreux et demandait un temps excessif aussi était-il quasi impossible qu’il en vive et il devait poursuivre également une activité commerciale.

### Cadreur
Incorporé à l’armée en 1918, il est envoyé à Rochester (Minnesota) pour suivre une formation d’infirmier à la Mayo Clinic. Lorsqu’il assiste à une opération chirurgicale, il a l’idée de réaliser des films d’opérations pour les montrer aux étudiants en médecine. Il passera 18 mois dans le Minnesota comme technicien en radiographie dans un hôpital militaire. À la fin de son service militaire, en 1919, il s’essaye à la photo publicitaire mais, au début de 1922, quand cette activité commence vraiment à devenir profitable, il est contacté par des personnes qui envisagent de réaliser des films médicaux et Strand accepte immédiatement de devenir leur cadreur. Il avait acquis une petite expérience dans ce domaine en ayant travaillé avec le peintre Charles Sheeler avec qui il avait réalisé le film Manhatta l’année précédente. Ses commanditaires l’encouragent à acheter la meilleure caméra qu’il puisse trouver pour réaliser ce genre de film et son choix se porte sur une Akeley. À peine a-t-il passé la commande que les investisseurs se désistent, et Strand l’achète à son propre compte grâce à un petit héritage qu’il venait de faire, du montant exact du prix de la caméra, soit 2,500 dollars. Les gens de chez Akeley lui ont expliqué qu’il n’y a à New York que 4 ou 5 « spécialistes de l’Akeley » et qu’il pourra facilement gagner sa vie comme cadreur indépendant pour des sujets d’actualité ou des studios de Hollywood. N’ayant plus d’autres perspectives, il franchit le pas, achète le matériel et durant 10 ans, il filmera des événements sportifs et autres pour Pathé News et Fox Films et, occasionnellement, des scènes d’action pour Hollywood. Mais la photographie reste sa principale préoccupation, qu’il ne peut satisfaire que lors des temps libres quand il n’a pas de commande à satisfaire. En 1922, Paul Strand a épousé Rebecca Salsbury, une artiste peintre amie de Georgia O’Keefe. Le couple occupe un appartement dans la maison familiale de Strand, et ce n’est que 4 ans plus tard qu’ils auront les moyens de prendre des vacances en été, dans le Colorado, au Mesa Verde National Park où Strand commence à faire des gros plans d’enchevêtrements de racines, de champignons ou de troncs d’arbres, et ensuite à Taos (Nouveau Mexique) dans une maison louée à Mabel Dodge Luhan. Il poursuivra cette recherche durant plusieurs années et ce n’est que durant l’été 1929 qu’il se confronte à de larges paysages, lorsque le couple visite la péninsule de Gaspé.

### L'attirance mexicaine
Depuis 1915, depuis sa découverte d’un recueil du poète Edgar Lee Masters, Spoon River Anthology, il caresse le rêve de faire le portrait global d’un village dont les habitants raconteraient leur histoire individuelle, mais il n’arrive jamais à trouver le village idéal. Il fera dès lors plusieurs séjours au Nouveau-Mexique et, en 1932, alors que son mariage bat de l’aile et que son épouse rentre à New York, il part pour Mexico. Comme beaucoup d’intellectuels américains de gauche à cette époque, il est attiré par le Mexique et les suites de la révolution. Il a rencontré le compositeur Carlos Chávez chez Mabel Dodge Luhan l’année précédente, et ce dernier a insisté pour qu’il y vienne faire des photos. L’accueil de Chávez est particulièrement chaleureux et, en personnage influent qu’il est, il organise une exposition des œuvres de Paul Strand dans un bâtiment du Ministère de l’Éducation et obtient pour lui et son neveu, Augustin Velásquez Chávez, la mission gouvernementale d’établir un rapport sur l’enseignement artistique dans les écoles rurales de l’État du Michoacán.
Il voyage donc à travers le Michoacán avec le jeune Chávez et utilise à cette occasion pour la première fois un objectif pourvu d’un prisme adaptable qui lui permet de faire une prise de vue à 90°. Il réalise ainsi des portraits surprenants d’intensité de personnes regardant fixement son gros appareil 13x18 sans se douter qu’ils sont eux-mêmes photographiés, puisque l’objectif est dirigé dans une autre direction. Il avait déjà utilisé un stratagème semblable, mais moins sophistiqué, pour des portraits de rue à New York, dont sa célèbre photo Blind woman.
Strand était très enthousiaste devant les réformes sociales de la révolution mexicaine et les œuvres de grands peintres muralistes Diego Rivera, David Alfaro Siqueiros et José Clemente Orozco, aussi, quand Carlos Chávez lui propose de diriger un plan de 5 ans pour la réalisation de films qui refléteraient les préoccupations des Mexicains, il se met immédiatement au travail pour élaborer des propositions. Il est alors nommé directeur de la photographie et du cinéma au Département des Beaux-Arts du Ministère de l’Éducation. Strand, Chavez et le ministre sont d’accord sur le fait que les films doivent s’adresser d’abord aux dix-huit millions d’Indiens dont la plupart sont illettrés, et qu’ils doivent répondre aux plus hauts critères esthétiques, partant du principe que le meilleur de l’expression artistique parlerait au plus grand nombre. Le seul film qui sera réalisé est Les Révoltés d'Alvarado, un semi documentaire-semi fiction, sur une grève de pêcheurs de Alvarado, près de Veracruz dans le Golfe du Mexique. Il n’y a qu’un seul acteur professionnel, tous les autres personnages sont incarnés par les pêcheurs d’Alvarado et leur famille. Le film fut réalisé sous la direction de Fred Zinneman, alors jeune directeur n’ayant encore aucun film à son actif, et tourné par Paul Strand avec sa caméra Akeley. Il semble bien, toutefois, que Strand fut le véritable « patron » et la tension a très vite été vive entre les deux hommes, Zinneman reprochant à Strand de ne pas avoir « l’esprit cinéma », de ne pas saisir le mouvement et d’imposer un rythme trop lent au film. Le tournage a duré près d’un an, d’une part à cause de l’insistance de Strand pour que chaque scène soit parfaite, d’autre part parce qu’un mois a été perdu parce qu’un des pêcheurs tenant un rôle capital eût la mauvaise idée de se faire couper les cheveux entre deux scènes et qu’il fallut attendre près d’un mois qu’ils repoussent. Le film fut bien accueilli à sa sortie, aussi bien au Mexique qu’aux États-Unis, et il est aujourd’hui considéré comme marquant le début du grand cinéma mexicain. Par la suite, le financement du programme prévu de 5 ans a été suspendu et Strand est rentré à New-York à la fin de 1934.

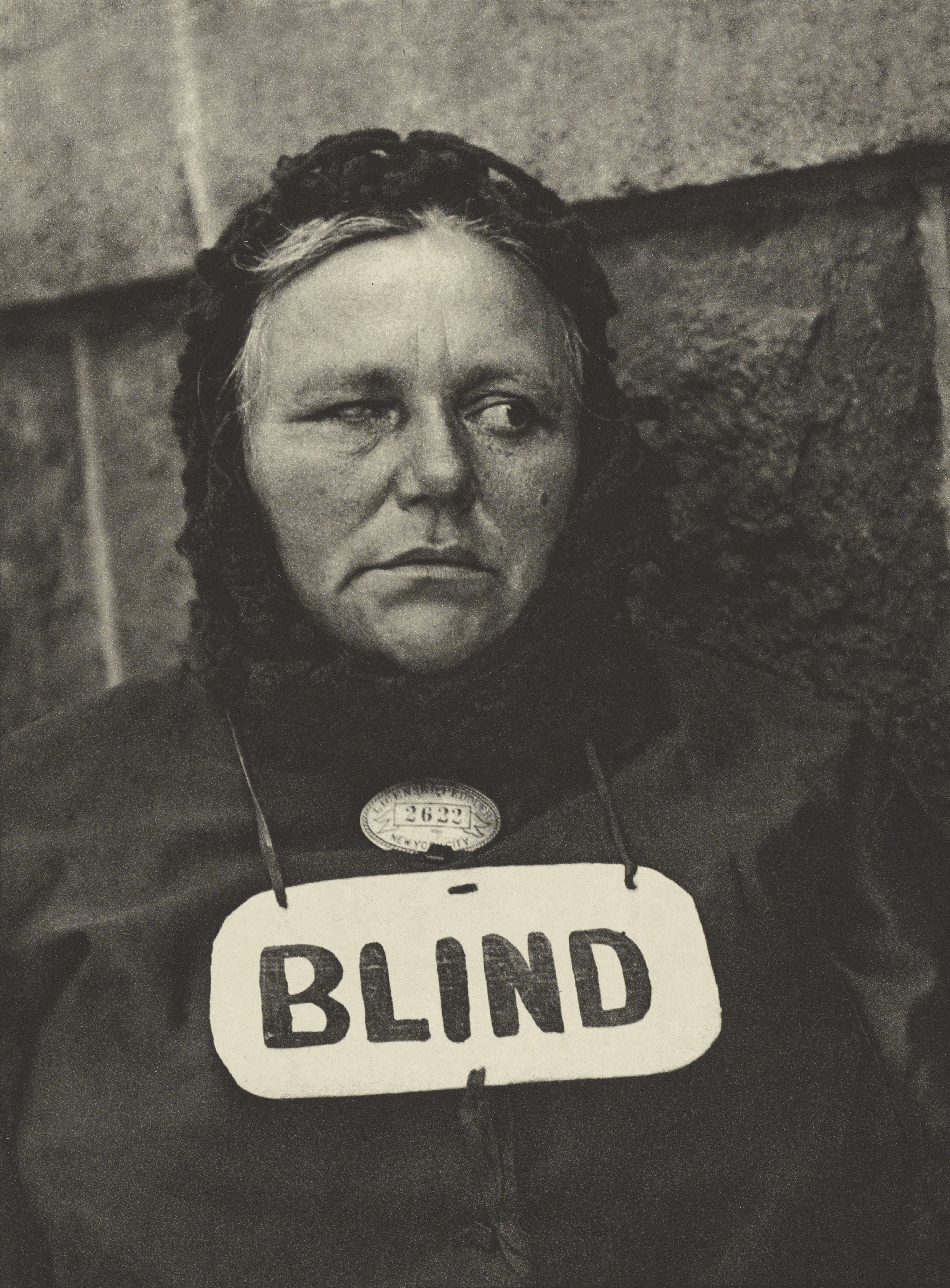
Femme 1916

Il est maintenant divorcé et s’est éloigné de Stieglitz, sans toutefois que la rupture ait jamais été totale entre les deux hommes, et il fréquente le Group Theatre fondé en 1931 par Lee Strasberg, Harold Clurman et Cheryl Crawford. Le Group Theatre est un collectif fortement influencé par l’esthétique et le cinéma soviétiques de Eisenstein, Dovzhenko et Poudovkin. En ces années de dépression qui font suite à la crise de 1929, les réalisations soviétiques ont un attrait certain pour nombre d’intellectuels de gauche en Amérique. Harold Clurman et Cheryl Crawford partent à Moscou en 1935 pour voir par eux-mêmes ce qui s’y fait en matière théâtrale et de cinéma. Strand les rejoint et rencontre notamment Eisenstein qui lui dira, après avoir vu quelques extraits de Redes, qu’il est essentiellement un photographe plutôt qu’un cinéaste. Il l’invite néanmoins à travailler avec lui sur un nouveau film, mais les difficultés pour l’obtention d’un permis de travail se révèlent insurmontables et Strand revient en Amérique. Il avait emporté sa caméra Akeley et son matériel photographique à Moscou, mais n’y aura fait aucune photo ni tourné le moindre mètre de pellicule.

### Retour aux États-Unis
À son retour, il est invité à participer à un documentaire sur le Dust Bowl et, durant dix ans, il se consacrera principalement au cinéma documentaire sans pour autant abandonner complètement la photographie. Il fondera ainsi Frontier Films qui produira différents films documentaires jusqu’à sa disparition en 1942, dont Native Land, un film sur les violations des droits civiques aux États-Unis, dirigé, filmé et édité par Paul Strand et Leo Hurwitz. En 1936 il s’est remarié et c’est à l’occasion de son voyage de noces qu’il réalise une nouvelle série de paysages en Gaspésie.
En 1945, le Musée d’Art moderne de New York organise une rétrospective de son œuvre, la première grande rétrospective du MOMA consacrée à un photographe. C’est durant la préparation de cette exposition que la directrice du département photographie, Nancy Newhall, fortement impressionnée par son travail, lui propose de réaliser en commun un livre sur la Nouvelle-Angleterre. Ils vont travailler de concert durant 5 ans à la préparation du livre Time in New-England, Strand parcourant le pays à la recherche d’images de nature, de gens et d’architecture qui soient représentatives de la tradition de la Nouvelle-Angleterre, et Nancy Newhall écumant la bibliothèque publique de New York à la recherche de textes représentatifs de cette région, berceau des États-Unis d’Amérique. Ils se rencontraient périodiquement et travaillaient à la mise en relation des images et des textes en des combinaisons souvent plus poétiques que rationnelles. Le livre paraît en 1950 et, quoique Strand ait été déçu par la qualité de la reproduction de ses photos, il a été séduit par la réalisation d’un livre dans lequel images et textes s’enrichissent mutuellement. Ce sera un grand tournant dans sa carrière. Au cours de ce travail en Nouvelle-Angleterre, il repense à son idée du portrait d’un village, non pas dans l’esprit de ce que faisaient alors les photojournalistes de Life et autres revues du moment, l’actualité ou l’élément événementiel ne l’intéressaient pas, il envisageait de rendre la nature même d’un village particulier où des gens particuliers vivent et travaillent. Mais il ne le trouve pas en Nouvelle-Angleterre, et le livre en préparation demande une attention de chaque instant. Après la parution de Time in New-England, il éprouve quelques doutes sur ce projet de livre sur un village américain. Il est perturbé par ce qui se passe alors en Amérique. Leo Hurwitz et nombre de ses anciens collègues sont sur liste noire, considérés comme de dangereux radicaux par l’industrie cinématographique et ont la plus grande peine à trouver du travail, et il commence à envisager un séjour en Europe quoiqu’il ne soit pas lui-même inquiété. « Le climat moral et intellectuel des États-Unis était tellement empoisonné par le maccarthysme que je ne voulais pas travailler dans un village américain à cette époque. Ce n’était pas un rejet de l’Amérique, c’était un rejet de ce qui se passait en Amérique en ce moment précis. J’eus donc l’idée de voyager, pour voir ce qui se passait ailleurs dans le monde. »

### 1950. La France
Son second mariage s’est terminé par un nouveau divorce en 1949 et, au printemps 1950, il part pour la France avec Hazel Kingsbury, qu’il épousera en 1951, une photographe qui a travaillé pour la Croix-Rouge et a parcouru les zones de combats en Europe et en Extrême-Orient. Durant les premiers mois, ils parcourent la France en long et en large à la recherche du village idéal, sans jamais le trouver, mais Strand réalise de nombreuses photos qui feront l’objet d’un livre publié en 1952, La France de profil, avec des textes de Claude Roy.
En 1949, Paul Strand se rend à un festival de cinéma en Tchécoslovaquie, où Native Land se verra récompensé, puis en Italie, au festival du film de Pérouse où les cinéastes néo-réalistes italiens réfléchissent à l’évolution de leur art et à sa diffusion au-delà des frontières nationales. C’est là qu’il rencontre Cesare Zavattini avec qui il évoque son projet du portrait global d’un village. Trois ans plus tard, Zavattini sera son guide en Italie et lui fera connaître son village natal, Luzzara, sur le Pô, où il réalisera enfin son vieux rêve.. Le livre paraîtra en 1955 en Italie sous le titre Un Paese, avec des textes de Cesare Zavattini.
En 1954, il a séjourné 3 mois sur l’île de South Uist (Hébrides Extérieures) pour des prises de vues qui donneront le livre Tir a’Murhain, Outer Hebrides (paru en 1962) avec 106 photos et des textes de Basil Davidson. D’autres livres suivront, Living Egypt (paru en 1969), dans lequel il rend compte de l’évolution de la société égyptienne, des grands travaux et de l’industrialisation mais, comme dans ses autres ouvrages, de la vie quotidienne plutôt que des grandes attractions touristiques. Comme on ne trouvera ni Versailles ni le Mont Saint Michel dans La France de profil, on ne trouvera pas les pyramides dans Living Egypt. Il voyage également en Roumanie, au Maroc, puis au Ghana, à l’invitation du président de la république Kwame Nkrumah, ce qui donnera le livre Ghana: An African Portrait (paru en 1976) avec à nouveau un texte de Basil Davidson. 
g

#### Orgeval
Au début de leur séjour en France, les Strand vivent à Paris, à l’hôtel puis dans un appartement au cinquième étage sans ascenseur du 13e arrondissement, puis en 1955 ils cherchent une maison dans les environs. Ils n’ont pas décidé réellement de vivre définitivement en France, c’est principalement pour pouvoir disposer enfin d’une chambre noire, et d’un peu plus d’espace, qu’ils achètent une maison dans le petit village d’Orgeval, à une trentaine de kilomètres de Paris. À bientôt 65 ans, une chambre noire bricolée dans une salle de bains lui semble désormais un handicap à éviter. Ils pensent pouvoir la revendre facilement quand ils envisageront de retourner aux États-Unis.
Orgeval sera dès lors leur port d’attache, où ils rentreront après leurs nombreux voyages, où ils recevront des amis et des visiteurs, dont de nombreux jeunes photographes américains avec qui Strand aimait s’entretenir.

### Dernières années
En 1965, en signe de protestation contre la Guerre du Vietnam, il avait refusé publiquement par une lettre dans le Times une invitation à un déjeuner à la Maison Blanche à l’occasion d’un festival des arts et ce n’est qu’après plus de 20 ans d’absence qu’il reverra son pays pour un séjour de deux ans, de 1973 à 1975, à l’occasion d’une grande rétrospective qui lui est consacrée par le Metropolitan Museum of Art de New York. Depuis quelques années sa vue s’est dégradée à un point tel qu’il lui est difficile d’effectuer lui-même ses tirages et il se fera opérer de la cataracte aux deux yeux au cours de ce séjour. Rentré en France, il continue à travailler, faisant des photos de gros plans dans son jardin et préparant deux livres On my Doorstep et The Garden qui paraîtront à titre posthume. Dans la dernière année de sa vie, Strand, de plus en plus malade, accepte l’assistance d’un jeune laborantin, Richard Benson, qui a pu lui montrer qu’il savait réaliser des tirages à son entière satisfaction. Sous son contrôle strict, Benson réalise ainsi les tirages du portfolio On my Doorstep. La plupart du temps alité, portant sur sa robe de chambre la rosette de Commandeur de l’Ordre des Arts et Lettres qui lui avait été récemment attribué, honneur rarement conféré à un photographe, Strand approuve les derniers tirages à la fin mars 1976. Sans rien dire à ses proches, il cesse de boire et de s’alimenter et meurt paisiblement quelques jours plus tard le 31 mars 1976,.

## À propos de l'œuvre
Ses photos des débuts sont encore fortement influencées par le pictorialisme, mais la peinture moderne européenne, surtout de Braque et Picasso, et la sculpture de Brancusi, qu’il a découvertes à la galerie de Stieglitz et à l’Armory Show en 1913, l’ont progressivement amené à une remise en question radicale. Quoique Stieglitz ait souvent exposé et défendu l’œuvre des principaux photographes pictorialistes de son temps, son travail personnel est très différent et représentatif de ce qui s’appellera rapidement la « straight photography », une photographie sans les manipulations de laboratoire et effets spéciaux chers aux pictorialistes. Strand sera d’abord perturbé, tout à fait déconcerté devant les œuvres de Picasso et Braque, entre autres, mais il sentait qu’il y avait là quelque chose d’important qui se passait et voulait en savoir plus. Il voulait comprendre ce que signifiaient ces œuvres à la fois troublantes et fascinantes, et il fit dès lors de nombreuses photos « abstraites », des motifs d’ombres, des gros plans de poteries, etc. Il pense que c’est une étape vitale dans son évolution. « Par cela, j’ai appris comment construire une image, en quoi elle consiste, comment les formes sont en relations entre elles, comment les espaces sont remplis, comment l’ensemble doit avoir une sorte d’unité. » Dès qu’il eût compris tout cela, il n’eût plus jamais le besoin de travailler dans l’abstraction pure, il appliqua simplement cette nouvelle connaissance à la composition de ses photographies. C’est sur ces principes qu’il réalisa notamment White Fence et Wall Street. À propos de Wall Street Strand a expliqué qu’il avait été fasciné par les gens marchant devant ces grandes fenêtres rectangulaires et sinistres à travers lesquelles on ne voyait rien. Il voulait voir s’il était possible de faire une photo de ce mouvement de façon contrôlée et abstraite. Comme dans le cas de White Fence, c’est une représentation figurative d’un moment, mais c’est surtout une image construite selon les principes théoriques de l’abstraction qu’il a appréhendée lors de ses recherches formelles antérieures.

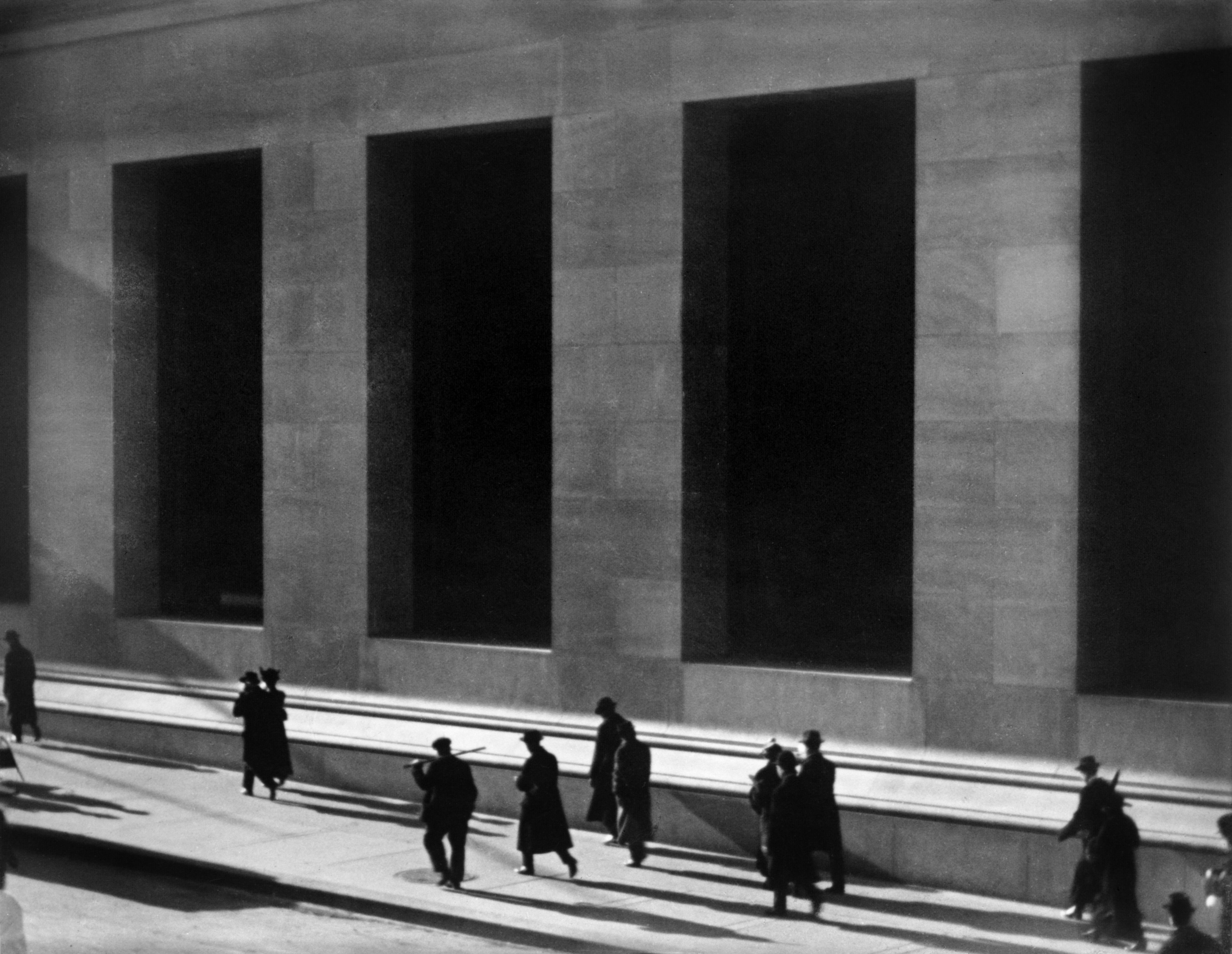
Wall Street, New-York, 1915

C’est en Gaspésie qu’il estime possible de prendre une photo de paysage ménageant une place à des êtres humains saisis dans leur environnement spécifique. Il ne recherche plus seulement la forme mais tente d’exprimer par ses images le caractère essentiel d’un lieu et de ses habitants. « Le problème avec le paysage, est ce qui y est inclus, dit-il. Dans un paysage, vous avez l’avant-plan, le plan moyen, le lointain et le ciel. Et tout cela doit être relié. C’est très difficile à faire. Il y a beaucoup de paysages en art dans lesquels le ciel n’a aucune relation avec le terrain – certains impressionnistes, comme Pissarro, ont fait cette erreur [...] les paysages de Cézanne sont les plus grands de tous, pas seulement parce qu’il y a une unité entre chaque élément du tableau, mais aussi parce qu’il y a unité dans la profondeur ; c’est cet extraordinaire espace tri-dimensionnel qui fait aussi partie de l’espace du tableau. Je pris conscience de la nécessité de maîtriser cette question. » Strand est à la recherche de ce qu’il appelle « le caractère essentiel d’un endroit et de sa population », ce qui sera son guide dans la majeure partie de son travail au cours de sa carrière. C’est une recherche de la profondeur et de la signification dans la photographie, il ne s’agit pas de figer un instant sur la pellicule mais bien de montrer la continuité de l’expérience humaine dans un lieu donné et c’est ce qui transparaîtra dans toute son œuvre, surtout à partir de son premier séjour au Mexique. Dans sa photographie, il établit une perspective historico-culturelle, un lien entre le paysage et sa fascination pour la vie des gens ordinaires. Ses paysages sont rarement spectaculaires ou impressionnants comme le sont ceux de Weston ou Ansel Adams, ils ont, même dans les plans larges, un caractère plus proche, plus intime et il ne se laisse pas aller à un esthétisme gratuit, chose qu’il reprochera aux photos de nuages, les « équivalents », de la dernière partie de l’œuvre de Stieglitz. « Je suis une personne ayant une conscience politique, dit-il. J’ai toujours voulu être concerné par ce qui se passait dans le monde qui m’entoure, et j’ai voulu utiliser la photographie comme un instrument de recherche et de témoignage de la vie de mon époque. » C’est bien là que se trouve le fil conducteur de son œuvre tout au long de sa carrière, c’est là l’explication simple et évidente, la justification de ses choix lors de ses voyages. Il a vu Versailles, mais Versailles n’est pas dans La France de profil comme les pyramides ne sont pas dans Living Egypt. Ce qu’il choisit de montrer est une France quotidienne, de la province et des gens ordinaires, largement paysanne comme elle l’était encore dans les années 1950, et une Égypte contemporaine, de la modernité comme de la pauvreté. Avec toujours la dignité de l’être humain au centre de son propos. Certains critiques lui ont reproché de ne pas avoir montré la misère et la crasse de l’Égypte, cela tient sans doute à un choix politique et moral délibéré du photographe. Nous sommes en 1959 à un moment où le pays, peu de temps après la crise de Suez, s’oriente ouvertement vers une politique socialiste, où le président Nasser lance un programme de nationalisation de l’industrie, de réforme agraire et de grands travaux à travers le pays tout en tentant de se tenir, autant que faire se peut, à égale distance des deux grands blocs politiques représentés par les États-Unis et l’URSS en adhérent au Mouvement des non-alignés. Strand ne pouvait qu’être enthousiaste devant ce choix politique d’un pays qui tentait de recouvrir une réelle indépendance. Et d’autre part, n’ayant jamais été un photographe de la misère, là comme ailleurs il a préféré montrer des gens simples vivant dans la dignité leur difficile condition d’êtres humains. Il n’a pas de nostalgie, il ne montre pas l’impact de la modernisation sur les modes de vie traditionnels, il montre le changement social qui se profile. Il en sera de même avec Ghana: An African Portrait.
Dans Un Paese, il trouve en Cesare Zavattini un guide et un coauteur dont il partage les idées sur la façon dont il faut photographier le réel. Il ne s’agit plus de rendre la fiction réelle, mais bien de permettre aux choses telles qu’elles sont de parler pour elles-mêmes et de les rendre aussi signifiantes que possible ; c’est pourquoi il ne met jamais en scène ses photos, il ne dit pas où ni comment les personnages doivent se situer ou se tenir dans le lieu où il les photographie. Il les voit dans leur cadre de vie et choisit le meilleur angle pour sa photo. Strand et Zavattini se démarquent de l’invention visuelle. Un Paese montre les personnes dans leur contexte culturel, avec les objets, l’architecture et la nature qui constituent leur monde. C’est bien l’objectif qu’il poursuivait dès la conception de son projet du portrait global d’un village. Strand se concentre sur la simplicité pérenne du village, les groupes, les personnes, et les relations qui existent entre eux ; Zavattini retrace les histoires individuelles des villageois, de la guerre à la reconstruction. Cela donne une image un peu grave de l’Italie, ou plus exactement de ce village italien, assez éloignée des clichés de l’Italie insouciante, mais tout à fait conforme au climat socio-historique de l’époque à laquelle il a été réalisé.

### Ses tirages au platine
Paradoxalement, l’œuvre de Paul Strand reste peu connue en regard de sa qualité et si on le compare à certains de ses contemporains. Cela tient en partie à son exigence en matière de qualité de reproduction. Il a reproché à Ansel Adams d’avoir accepté que certaines de ses photos soient reproduites en posters, et c’est précisément cette diffusion auprès d’un plus large public qui a fait de Adams une vedette de la photographie. Strand s’y est opposé.
Autre particularité, Paul Strand a la plupart du temps travaillé avec une chambre technique de grand format assez ancienne, matériel particulièrement lourd, encombrant et lent dans sa mise en œuvre. Il réalisait ensuite ses tirages au platine par contact. Ces choix techniques induisent évidemment une esthétique qui en découle. À ses débuts, lorsqu’il n’avait qu’un appareil de « petit » format, il réalisait un contretype positif par contact, puis un négatif de plus grand format à l’agrandisseur qui lui permettait enfin de faire ses tirages au platine par contact. Le papier platine est en effet une émulsion particulièrement lente et les agrandisseurs de l’époque n’ayant pas une capacité lumineuse suffisante, il devait exposer son épreuve à la lumière du jour.
À une époque où ses confrères ont abandonné leur chambre grand format pour des appareils plus légers et plus maniables, parce que les progrès dans la construction des objectifs et la fabrication des émulsions n’imposent plus le grand format pour obtenir de très bons tirages, Paul Strand s’en tient au matériel auquel il est habitué. C’est ainsi que l’on pourrait presque confondre une de ses photos faite au Mexique dans les années 1960 avec une autre faite 30 ans auparavant. Ses choix techniques et son refus de la commercialisation de ses images en font un photographe quelque peu anachronique.

### Un exilé permanent
Enfin, quoiqu’ayant vécu 25 ans en France, Strand n’a jamais appris plus de quelques mots de français, c’est son épouse qui lui servait d’interprète. Il est toujours resté un exilé. C’est peut-être ce qui confère à son œuvre cette sorte de gravité et la profondeur qui en sont les principales caractéristiques.

## Œuvres photographiques majeures
- City Hall Park, 1915.
- Wall Street, 1915.
- White Fence, 1916.
- Abstraction jeu d’ombre, 1916.
- Nature morte, poire et bol, 1916.
- Blind woman, New York, 1916.
- Alfred Stieglitz, 1917.
- Iris, 1928.
- M. Benett, 1944.
- Jeune femme à Gondeville, 1951.
- La famille Lusetti, Luzzara (en), une femme âgée, veuve, posant avec ses cinq fils adultes sur le seuil de sa maison, à Luzzara dans le nord de l'Italie[4],[5].
- Iris à Orgeval, 1973.

## Livres de photographies
- 1950 : (en) Time in New England, textes de Nancy Newhall, New York, Oxford University Press, 248 p.
- 1952 : (fr)La France de profil, texte de Claude Roy, Lausanne, éditions Clairefontaine, 121 p.
- 1955 : (it) Un Paese, texte de Cesare Zavattini, Turin, Giulio Einaudi, 107 p. ; traduction en anglais : Un Paese, Portrait of an Italian Village, New York, Aperture Foundation, 1997[6].
- 1962 : (en) Tir a’Mhurain, Outer Hebrides, 106 photographies, textes de Basil Davidson, Londres, MacGibbon & Kee, 151 p.[7].
- 1969 : (en) Living Egypt, texte de James Aldridge, New York, Horizon Press.
- 1976 : 
  - (en) Ghana: an African Portrait, textes de Basil Davidson, New York, Aperture.
  - (en) Sixty years of photographs, New York, Aperture, 183 p.

## Filmographie
- Manhatta (titre original), distribué sous le titre New-York the magnificent, 1921, 10 '. Un des tout premiers, sinon le premier film d’avant-garde américain. Tire son titre de celui d’un poème de Walt Whitman, une ode à la grande ville. Manna-Hatta, figurant sur des cartes du XVIe siècle, serait la transcription du terme algonquin qui désignait l’île de l’actuelle Manhattan.
- Redes, distribué sous le titre The Wave aux États-Unis et Les révoltés d’Alvarado en France, 1935, 1 h. Commande du gouvernement mexicain, le film raconte, comme s’il s’agissait d’un documentaire, une grève de pêcheurs qui se révoltent contre le marchand qui les exploite. Tous les rôles, sauf un, sont tenus par les personnages réels qui ont vécu la grève.
- The Plow That Broke the Plains, 1936, 25 '. Film documentaire, commandé par la United States Resettlement Administration, sur l’histoire sociale et économique des grandes plaines du Middle West et le Dust Bowl. Paul Strand y est responsable de la photographie avec Leo Hurwitz et Ralph Steiner.
- Native Land, 1942, 79 '. Son dernier film, qui retrace la lutte syndicale aux États-Unis dans un style proche de Eisenstein et Pudovkin, mélangeant images d’archives et fiction documentaire. Le film est inspiré d’un rapport du Sénat des États-Unis sur la lutte des grandes entreprises contre les organisations syndicales, les agressions et meurtres de délégués ouvriers et l’espionnage des syndicats par des milices privées ou la police. Le film s’étend également à la lutte contre la ségrégation. Il a pu être produit par Frontier Films grâce à des milliers de petits dons individuels. Il a été très peu diffusé car rares étaient les distributeurs et directeurs de salles acceptant de montrer un film très critique sur le pays alors qu’il était en guerre.

## Frontier Films
Frontier Films, dont Strand fut le président jusqu’à sa dissolution en 1942 faute de moyens, a produit sept documentaires :
- Heart of Spain (Cœur d'Espagne), édité par Strand et Hurwitz à partir de prises de vues réalisées par deux cadreurs amateurs à Madrid durant la Guerre d’Espagne, principalement axées sur le travail du médecin canadien Norman Béthune.
- China Strikes Back, sur l’entraînement de l’Armée rouge chinoise dans la province de Shensi.
- People of the Cumberland, sur une école dans le Tennessee, filmé par Léo Hurwitz et Elia Kazan.
- Return to Life, autre film tourné en Espagne, dirigé par Henri Cartier-Bresson.
- White Flood, documentaire sur les glaciers filmés par le naturaliste Osgood Field.
- United Action, un film sur la vie quotidienne des travailleurs de l’industrie automobile en grève à Detroit, financé par le syndicat United Automobile Workers.

## Prix et récompenses
- 1967 : Médaille David Octavius Hill
- 1972 : Prix du Livre aux Rencontres d'Arles (France) pour son ouvrage A Retrospective Monograph

## Expositions
- 25 avril - 10 juin 1945 : Paul Strand: Photographs 1915–1945, Museum of Modern Art (MoMA), New York[8].
- 15 juin - 15 août 1977 : Paul Strand, Musée national d'Art moderne, Centre Georges-Pompidou, commissaire d'exposition Jean-Claude Lemagny[9].
- 10 mars - 31 mai 1998 : Paul Strand. Circa 1916, Metropolitan Museum of Art, New York ; puis 19 juin - 15 septembre 1998, Museum of Modern Art (SFMOMA), San Francisco.
- 15 avril - 11 juin 2006 : Paul Strand : trois chemins parcourus, Musée d'art américain de Giverny[10].
- 11 janvier - 22 avril 2012 : Henri Cartier-Bresson, Paul Strand : Mexique, 1932-1934, Fondation Henri-Cartier-Bresson, Paris[11] ; puis 13 mai - 2 septembre 2012, Le Point du Jour, Cherbourg.
- 21 octobre 2014 - 4 janvier 2015 : Paul Strand: Master of Modern Photography, Philadelphia Museum of Art, Philadelphie[12].
- mai - 3 juillet 2016 : Paul Strand: Photography and Film for the 20th Century, Victoria and Albert Museum, Londres[13].
- 12 octobre 2022 - 23 janvier 2023 : Automobile Wheel (Roue d'automobile, 1917) et Lathe, Ackeley Shop (Tour, atelier de réparation, Ackeley, 1922), deux épreuves conservées au musée national d'art moderne, sont présentées dans l'exposition Les Choses. Une histoire de la nature morte,  à Paris au Musée du Louvre, parmi les œuvres de l'espace « Les temps modernes »[14].
- 14 février - 23 avril 2023 : Paul Strand ou l'équilibre des forces, Fondation Henri-Cartier-Bresson, Paris[15].